# Río Green (río Colorado)

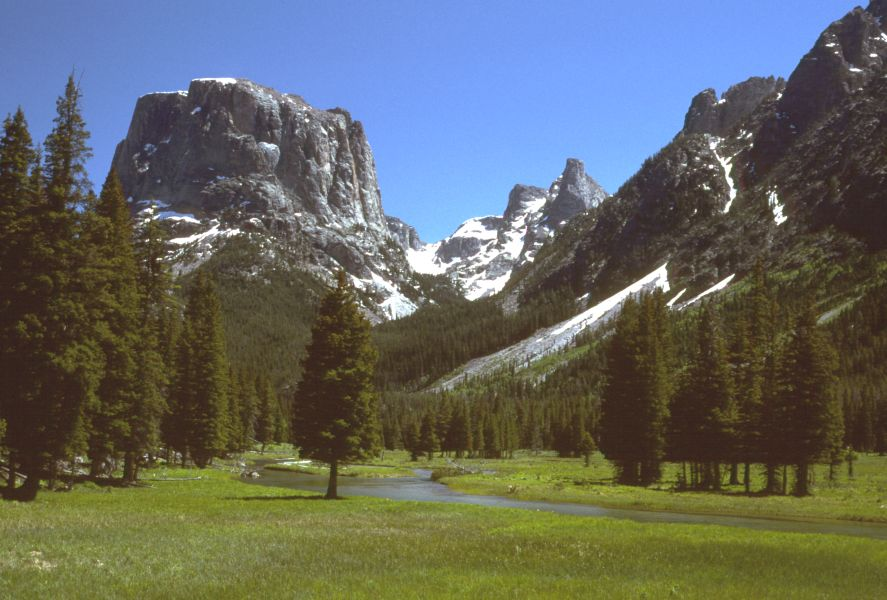
Curso del Alto Green (Wyoming).

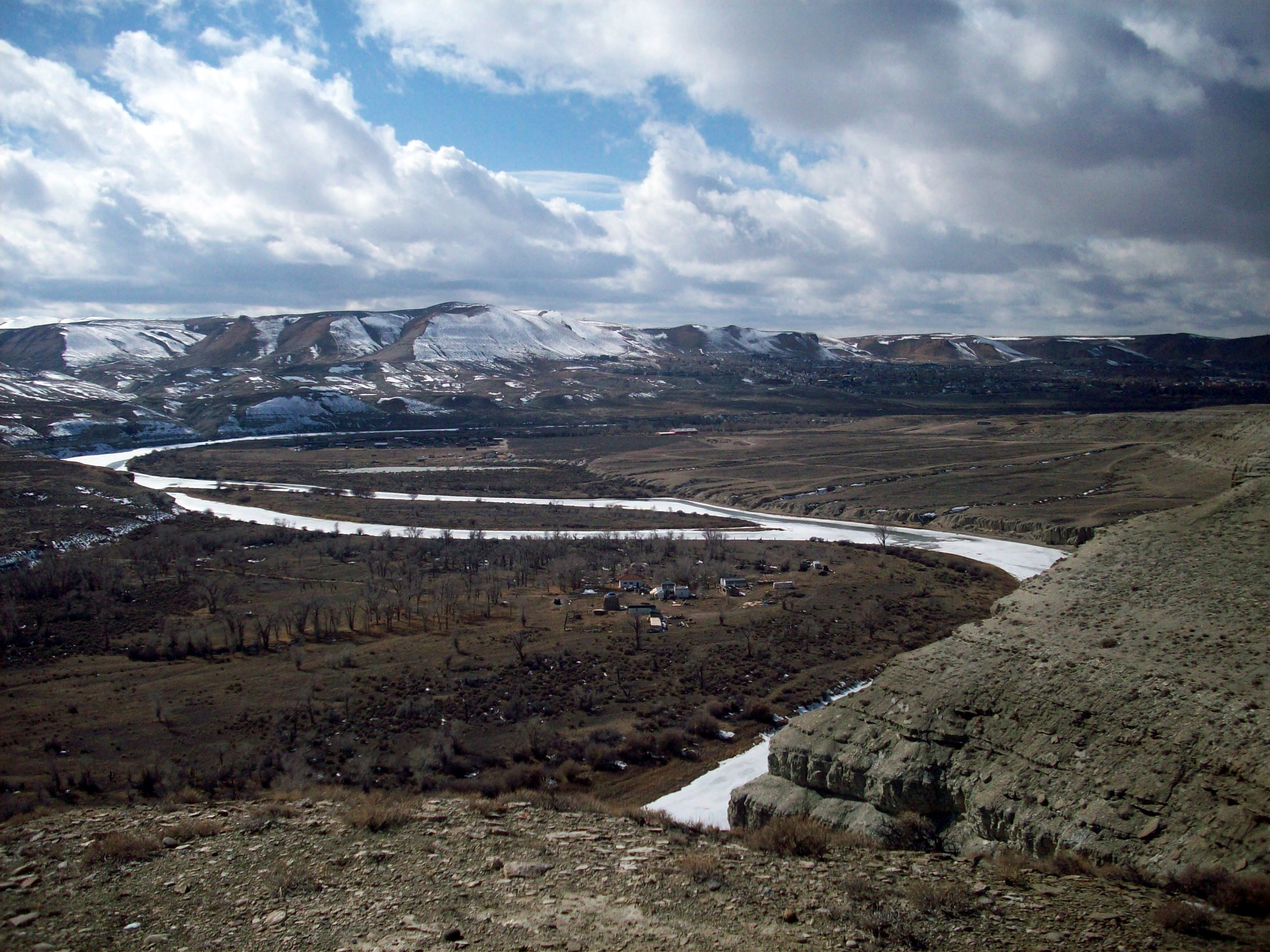
Curso del Alto Green (Wyoming) desde justo fuera de Scott's Bottom.

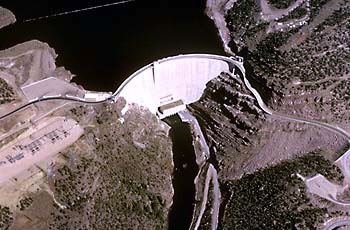
Presa de la garganta Flaming, en el curso del Alto Green

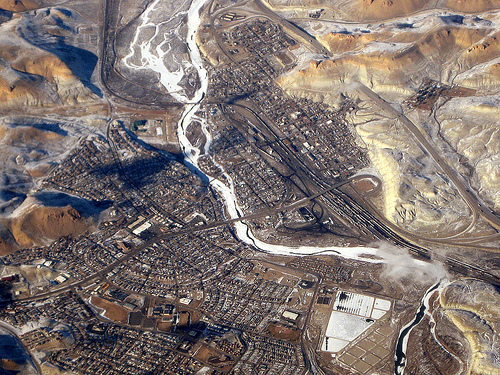
Vista aérea de la homónima localidad de Green River, con el río Green.

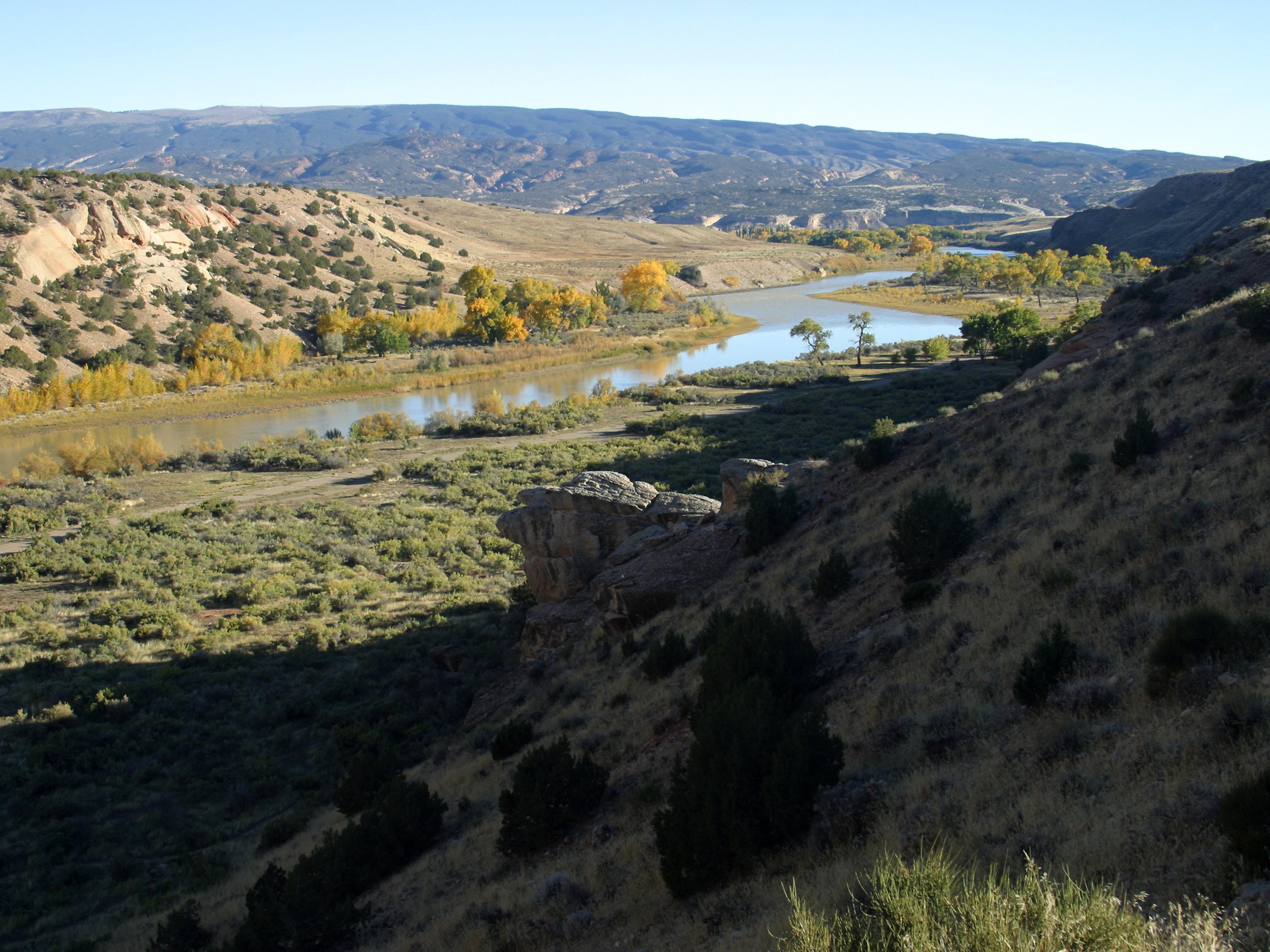
El río Green visto desde Split Mountain Campground, en el monumento nacional Dinosaurio

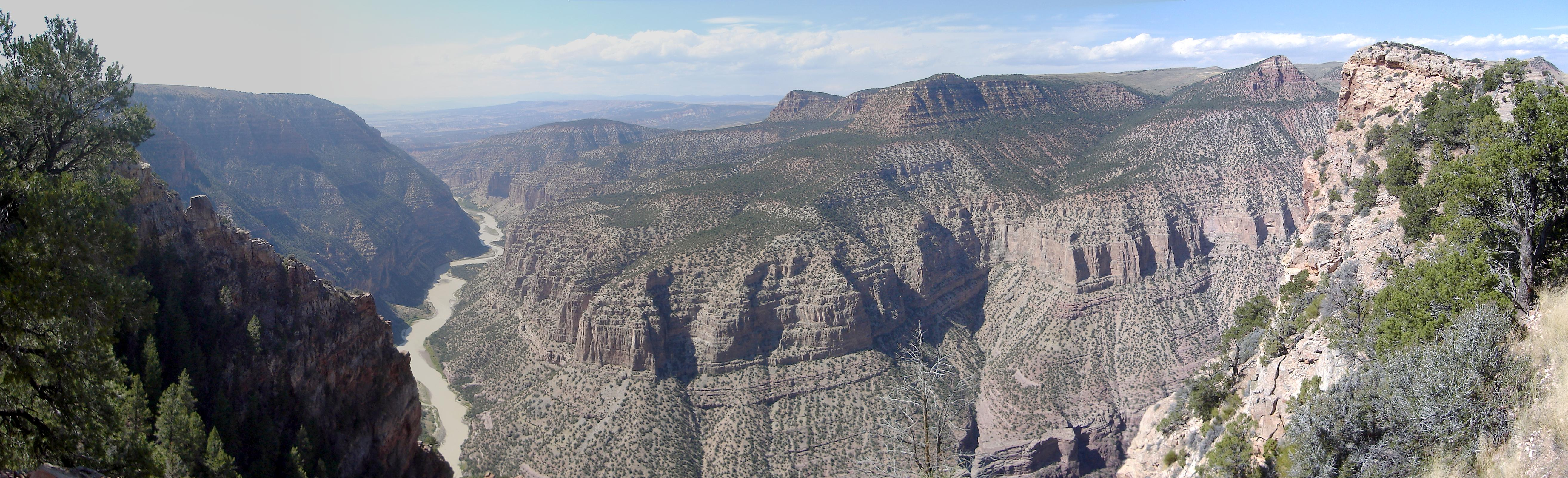
El cañón del río Green en el monumento nacional Dinosaurio

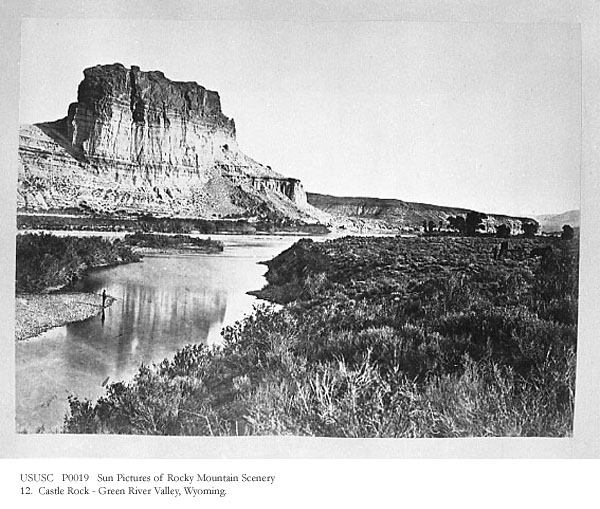
Castle Rock, en el valle del Green, Wyoming, ca. 1869.

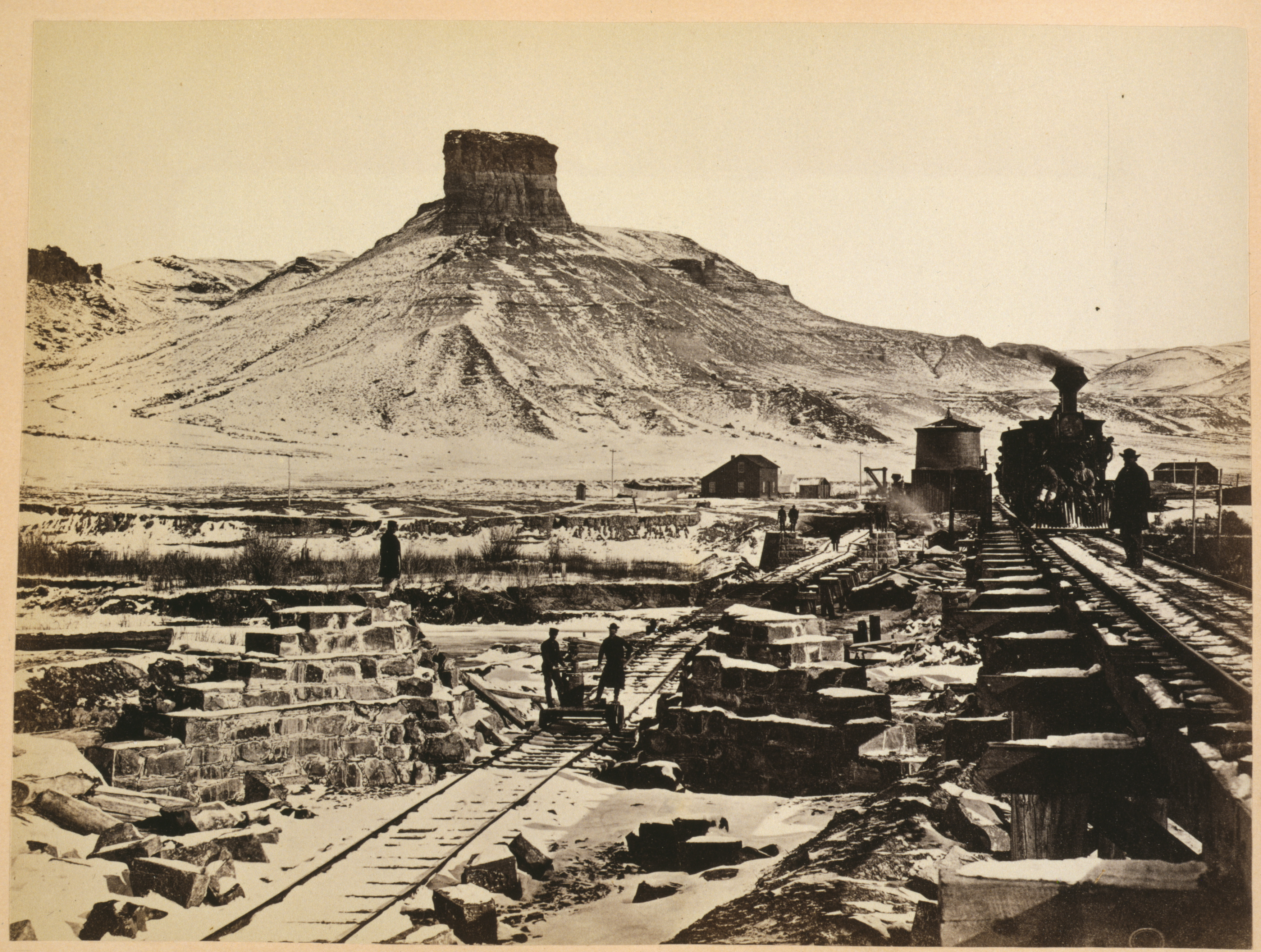
Castle Rock, Wyoming, 1868. Construcción de un puente del ferrocarril.

El río Green (en inglés: Green River, literalmente, 'río Verde') es un largo río localizado en el Oeste de Estados Unidos, el principal afluente del río Colorado. El río Green propiamente dicho tiene una longitud de 1175 km y drena una cuenca de 124 578 km², parte de los estados de Wyoming, Utah y Colorado. La cabecera del río comienza en la cordillera Wind River, en Wyoming, y fluye a través de Utah durante la mayoría de su curso, drenando la parte nororiental del estado mientras serpentea durante 64 km hacia Colorado occidental. La mayoría de su curso discurre a través de la meseta de Colorado, por uno de los cañones más espectaculares de Estados Unidos. Es río es ligeramente más pequeño que el Colorado cuando ambos ríos se juntan, pero normalmente lleva una mayor carga de sedimentos. El caudal medio anual del río en la localidad de Green River (Utah), es de 173,3 m³/s.

## Afluente del río Colorado
La cuestión de que el río Green sea considerado un afluente del río Colorado y no una de sus cabeceras, se produjo principalmente por razones políticas. Antes de 1921, el río Colorado se iniciaba en la confluencia con el río Green, llevando por encima de la confluencia, el nombre de río Grand [Grande]. El entonces representante del estado de Colorado, Edward T. Taylor, solicitó a la Comisión del Congreso Interestatal sobre Comercio Exterior que cambiase el nombre del río Grand a río Colorado, para que así el río Colorado discurriese por el estado que llevaba su nombre. El 25 de julio de 1921 se hizo oficial el cambio de nombre mediante la resolución 460 del 66.º Congreso, con las objeciones de los representantes de Wyoming y Utah y del Servicio Geológico de Estados Unidos, que señalaron que la cuenca hidrográfica del río Green era más del 70% mayor que la del río Grand, aunque este tuviese un poco más de caudal en la confluencia con el río Green.

## Geografía

### El río en el estado de Wyoming
El río Green  nace en la parte occidental del estado de Wyoming, en el norte del condado de Sublette, en el lado occidental de la divisoria continental de América, en la parte meridional de la cordillera Wind River (donde nace, en la otra vertiente, el río Wind/Bighorn), dentro del área del bosque nacional Bridger-Teton (Bridger-Teton National Forest). El río Green nace en un pequeño lago, en el Cube Rock Pass, y discurre primero en dirección noroeste por un estrecho valle de montaña. Atraviesa en su discurrir dos lagos, el mayor de ellos, el lago Green, considerado a veces su cabecera. A partir de este lago Green el río describe una amplia curva y se vuelve hacia el sur, atravesando el condado de Sublette en un área conocida como Valle Río Alto Green (Upper Green River Valley).
El río llega a la primera localidad de su curso, La Barge (431 hab. en 2000), y al poco al embalse de Fontanelle, formado por la homónima presa Fontanelle. Aguas abajo, el río gira al suroeste y recibe, por la izquierda, al río Big Sandy, en la parte occidental del condado de Sweetwater. Es un tramo que discurre a través de una zona de praderas abiertas, en la que el río históricamente era atravesado por las tres rutas de emigración al oeste: la ruta de Oregón, la ruta de California y la ruta Mormón. El río alcanza después la localidad a la que da nombre, de Green River (11 808 hab.), donde recibe por la izquierda las aguas del arroyo Bitter.
El río Green se encamina hacia el sur hasta llegar a la cola del gran embalse de Flaming Gorge (170 km²), ya en el suroeste de Wyoming. Toda la zona está incluida en el Área Nacional de Recreo Embalse Garganta Flaming (Flaming Gorge National Recreation Area).

### El río en los estados de Utah y Colorado
Más o menos a mitad de la zona embalsada, el río Green abandona Wyoming y se adentra en el estado de Utah, por su lado septentrional, y dando un brusco gira hacia el este, donde está la presa Flaming Gorge (a una altitud de (1840 m sobre el nivel del mar).
Sigue el río hacia el este, rodeando por el noreste las montañas Uinta e internándose en el estado de Colorado, por su extremo noroccidental, en el condado de Moffat. Atraviesa el Browns Park y describe una amplia curva en dirección sursudoeste, entrando en la zona del monumento nacional Dinosaurio (declarado en 1915), donde pasa a través del cañón de Lodore (Lodore Canyon) (también conocido como las puertas del Lodore, Gates of Lodore). En mitad del cañón recibe por la izquierda, proveniente del este, al principal de sus afluentes, el río Yampa, que llega a él en Steamboat Rock, atravesando el cañón Sand (Sand Canyon). El río tiene una longitud de 402 km y una cuenca de 19 839 km², y tiene como tributario principal al río Little Snake, con 241 km.
Vuelve el río Green a entrar en Utah por su lado oriental, todavía dentro del área del monumento nacional, bordeando la parte meridional de las montañas Uintas. Tras cruzar a través de la montaña Split por el Whirlpool Canyon, sale de la zona protegida y se encamina hacia el suroeste. Pasa por la localidad de Jensen, muy próxima a la de Vernal (7714 hab.) (una de las ciudades mayores en el valle del río Green).
En la parte suroeste de Utah, el río Green serpentea a través de la meseta Yampa. Llega primero al refugio nacional de Vida Silvestre Ouray ( Ouray National Wildlife Refuge) e inmediatamente después pasa por un corto tramo en el que atraviesa el extremo noroccidental de la Reserva India Uintas y Ouray (Uintah and Ouray Indian Reservation) (17 532 km²). En el tramo dentro la Reserva, tres kilómetros al sur de Ouray, recibe, por la derecha, al río Duchesne, y 5 km aguas abajo, por la izquierda, al río White (con una longitud de 257 km). Dieciséis kilómetros más abajo, nada más salir de la Reserva, se le une por la izquierda, proveniente del sur, el río Willow [Sauce]. El Green sigue su curso serpenteante, y tras un corto tramo, pasa a ser la frontera oriental de la reserva India en un largo tramo que toma dirección cada vez más sur.
Al sur de la meseta, recibe por la derecha al río Nine Mile, y entra entonces en los acantilados Roan, donde discurre a través de los cañones Desolación y Gray, con una longitud combinada de 192 km. En el cañón Gray recibe, por la derecha, al río Price (210 km), también encañonado. Al sur del cañón, llega a la ciudad homónima de Green River (973 hab.), y recibe al río San Rafael (145 km), en el sur del condado de Emery. En el este del condado de Wayne el río serpentea a través del parque nacional Tierra de Cañones (Canyonlands National Park) donde se une al río Colorado, por su margen derecha.
La presa Flaming Gorge, en Utah, es una importante fuente regional de agua para el riego y la minería, así como para la energía hidroeléctrica. Iniciada en 1958 y terminada en 1963, fue muy controvertida y rechazada por los conservacionistas. Originalmente, estaba previsto construirla en el cañón Whirlpool, pero el movimiento conservacionista negoció la propuesta para hacerla en Flaming Gorge. Oficiosamente, el Sierra Club, una organización ambiental sin ánimo de lucro, perdió la exención de impuestos por oponerse al proyecto de presa.
El río Green es un río grande, profundo y poderoso. Tiene una anchura de entre 30 a 100 m en su curso superior, y de 100 a 460 m en su curso inferior; su profundidad varia entre 1 a 15 m. Es navegable para pequeñas embarcaciones a lo largo de su curso y aguas arriba por el gran motor de la presa Flaming Gorge presa.

## Historia
Hay evidencias arqueológicas que indican que la cultura fremont floreció desde el siglo VII al XIII por los cañones de los afluentes y las zonas protegidas en el valle del río. Los fremont, así llamados por el río Fremont, un afluente del río Colorado, fueron una tribu seminómada que vivía en casas subterráneas y son más conocidos por el arte rupestre que han dejado sobre las paredes de los cañones y de los salientes protegidos.
En siglos posteriores, se instalaron en la cuenca del río varios pueblos cazadores nómadas, como los shoshones y los utes. Los shoshones habitaban el valle del río al norte de las montañas Uinta, mientras que los utes vivían más al sur. La actual reserva de los utes se encuentra en la cuenca del río Uinta. Los shoshone llamaban al río Seeds-kee-dee-Agie, que significa «río gallina de la pradera».

### Primeras exploraciones
En 1776, los frailes españoles Silvestre Vélez de Escalante y Francisco Atanasio Domínguez cruzaron el río cerca de la actual localidad de Jensen, llamándolo río Buenaventura. El cartógrafo de la expedición, el capitán Bernardo Miera y Pacheco, erróneamente, indicó que el río fluía hacia el suroeste, hasta el lago que ahora es conocido como lago Sevier. Otros cartógrafos posteriores ampliaron el error, representando el río Buenaventura desaguando en el océano Pacífico, y, al menos en un mapa, desaguaba en el Gran Lago Salado. Más tarde, los exploradores españoles y mexicanos adoptaron el nombre en español de «río Verde». Exactamente cuando comenzaron a utilizar este nombre los españoles y el por qué se desconoce. Algunas de las explicaciones de la denominación «verde» señalan el color del agua (aunque por lo general son igual de rojas que las del río Colorado), el color de la esteatita o piedra de jabón que se encuentra en varios lugares a lo largo de sus riberas, el color de la vegetación, o, incluso, el nombre de un cazador, aunque ninguna de estas versiones ha podido ser verificada.
En 1811, Wilson Price Hunt que lideraba la conocida como Expedición de Astor de la compañía de pieles Pacific Fur Company (propiedad de John Jacob Astor) llamó al río The Spanish River (río Español). En esa época los tramperos ya tenían claro que el mapa de Miera (si es que lo habían visto) era incorrecto, ya que sabían por los nativos americanos que el río Green desaguaba en el río Colorado y, a su través, en el golfo de California. Cuando en 1826 el explorador y trampero Jedediah Smith (1799–1831) llegó al curso inferior del Colorado lo llamó «río Seedskeedee» [río Green/Colorado], como era conocido comúnmente entre los tramperos. Cuando en 1832 se realizó la expedición Bonneville, los nombres de Seeds-kee-dee, Spanish River y Green River, y hasta río Colorado eran intercambiables y se utilizaban entre los tramperos y exploradores norteamericanos.
Si bien se sabía que el río Green desaguaba en el río Colorado, su curso exacto se desconocía. El mapa de Miera recogía el río Colorado con dos grandes ramificaciones: el río Nabajoo (San Juan) y el río Zaguananas. También mostraba el río Zaguananas ramificado en cuatro fuentes, que incluían los ríos Dolores y Rafael (este último era el río que en el diario Escalante confundió con el río Colorado debido a la información que le proporcionaron los nativos americanos). Un mapa de 1847 redirige el curso del río Rafael hacia el norte y lo rotula como río Green. Pasaría algún tiempo antes de que se conociese la verdadera confluencia entre los ríos Green y Colorado.
La histórica ruta comercial del Old Spanish Trail (el «antiguo sendero español»), que iba desde Nuevo México a California, cruzaba el río por encima de la actual localidad de Green River, en Utah.
A principios del siglo XIX, el curso superior del río en Wyoming era parte de la disputa del Territorio de Oregón. Fue explorado por tramperos británicos de la Compañía del Noroeste y de la Compañía de la Bahía de Hudson, como Donald Mackenzie (1783-1851) que fue pionero en la región, desde 1819. En 1825, el norteamericano William Ashley y otras partidas de exploradores estadounidenses ya descendían por el río desde el norte, llegando desde las montañas Uinta hasta la desembocadura del río White. El valle del río comenzó a ser cada vez más utilizado como lugar de invernada de los tramperos estadounidenses en las siguientes décadas, con el establecimiento de puestos de comercio en la boca del río White, cerca de Whiterocks (Utah, 341 hab.), y en el Parque Brown.
La región fue explorada por John C. Frémont en varias de sus expediciones en la década de 1840. Fremont corrigió el error cartográfico de Miera, estableciendo definitivamente que el río no drenaba en el Gran Lago Salado. En 1869, el río fue finalmente reconocido y cartografiado por John Wesley Powell, como parte de la primera de sus dos expediciones a la región. Durante sus dos viajes, en 1869 y 1871, él y sus hombres dieron la mayoría de los nombres actuales a los cañones, los accidentes geográficos y los rápidos a lo largo del curso del río.

### Las rutas al oeste:  el cruce del río Green (1840-69)
Desde la década de 1840 hasta 1869, cuando se finalizó el primer ferrocarril transcontinental de Estados Unidos, cientos de miles de emigrantes hicieron su camino hacia el Oeste por las históricas rutas de Oregón, California y Mormón. Casi todas las principales rutas de emigración tenían que cruzar en algún momento el río Green, el más caudaloso y peligroso de los ríos que debían de flanquear. Las rutas provenían del Este, de South Pass (el paso Sur), discurriendo por el valle del Big Sandy Creek hasta la confluencia de ambos ríos. El río Green era demasiado grande y profundo para ser vadeado, discurría rápido y traicionero, con crecidas en los meses de julio y agosto, y por esa razón, se construyeron varios ferries (transbordadores) para hacerlo.
Algunos pioneros remontaban el río Green hasta La Barge, donde lo cruzaban; otros, cuando el río Green bajaba demasiado alto, descendían aguas por el valle abajo antes de cruzarlo y proseguir al oeste hasta Fort Bridge, situado a orillas del ramal Black del río Green (Black Fork of the Green River). En total operaron en este tramo del río en esa época cinco transbordadores, siendo los más conocidos el Lombard y el Robinson, en el cruce principal, y los de Mormón, Mountain Man y Names Hill, en el atajo Sublette-Greenwood, aguas arriba del anterior.
En Fort Bridge la ruta Mormón se separaba de la ruta de Oregon y de la ruta de California.

### Asentamientos mormones
En 1878 se fundó en Vernal el primer asentamiento permanente en el valle del río, una partida de mormones dirigida por Jeremías Hatch. El asentamiento sobrevivió en su primer invierno a una epidemia de difteria, así como al pánico causado por la Masacre de Meeker en Colorado.

### Actualidad
La mayoría de las tierras en el valle del río hoy son propiedad, y están gestionadas, por el gobierno federal. Algunas propiedades privadas se limitan principalmente al fondo del valle. Hasta la década de 1940, la economía del valle se basaba en gran medida en la ganadería, aunque el turismo se ha convertido en la industria dominante en la región en las últimas décadas.

## Recursos naturales
El descubrimiento de petróleo en el campo Ashley después de la II Guerra Mundial ha dado lugar a la explotación de petróleo y gas natural en la región. La cuenca del Green se dice que es el mayor depósito de combustibles fósiles en el mundo, en forma de esquistos bituminosos. Se estima que hay entre 500 millones y 1.100 millones de barriles de petróleo (80 y 175 km³) potencialmente recuperables en la cuenca.
La cuenca del Green también tiene el mayor depósito de mineral de trona conocido del mundo, cerca de Green River, Wyoming. La extracción de carbonato sódico de vetas de trona de 300 y 500 m de profundidad es una de las principales actividades industriales en la zona, que emplea a más de 2000 personas, en cuatro minas. Esta explotación minera es menos costosa para la producción de carbonato sódico en el país que el proceso de Solvay, que predomina en el resto del mundo.
En la zona se han explotado minas de uranio.
El río también es conocido por dar su nombre a una formación geológica del Eoceno, la formación Green River.